# Andrzejówka (polana)
Andrzejówka – polana w masywie Jarmuty w Małych Pieninach. Jest to polana podwierzchołkowa, rozciągająca się po zachodniej i północnej stronie góry od ok. 700 m n.p.m. aż do szczytu Jarmuty (794 m). Od 1963 r. na szczycie znajduje się przekaźnik TV odbierający sygnały z łącza na Luboniu Wielkim, wzmacniający je i rozsyłający. Polana wykorzystywana jest przez paralotniarzy do startu. Doskonale nadaje się do tego celu. Miejsca jest sporo, a stromizna stoku ułatwia start. Zamontowany na maszcie przekaźnika rękaw pomaga ustalić kierunek wiatru, a „buczenie” masztu wskazuje, że wiatr jest za silny do lotu. Jedynym mankamentem jest konieczność wejścia na szczyt pieszo.
Z polany rozciąga się rozległa panorama. Północna strona zdominowana jest przez pasmo Radziejowej, w dole na wschód widoczny jest dolina Grajcarka oraz skały Wąwozu Homole i Białej Wody. W kierunku południowym widać grzbiet główny Małych Pienin ze szczytami Wysoką i Durbaszką. Na południowym zachodzie Pieniny Właściwe z białymi urwiskami Trzech Koron i łańcuchem Tatr zajmującym znaczną część horyzontu. Na zachodzie odległe Pasmo Lubania i Beskid Wyspowy.
Polana znajduje się w granicach Szczawnicy w powiecie nowotarskim, w województwie małopolskim.